# Станіще-Велике
Станіще-Велике (пол. Staniszcze Wielkie, нім. Groß Stanisch) — село в Польщі, у гміні Кольоновське Стшелецького повіту Опольського воєводства.
Населення — 1033 особи (2011).

## Демографія
Демографічна структура станом на 31 березня 2011 року:
|          | Загалом | Допрацездатний вік | Працездатний вік | Постпрацездатний вік |
| -------- | ------- | ------------------ | ---------------- | -------------------- |
| Чоловіки | 488     | 55                 | 352              | 81                   |
| Жінки    | 545     | 78                 | 321              | 146                  |
| Разом    | 1033    | 133                | 673              | 227                  |